# Stilt-Man
Stilt-Man, il cui vero nome è Wilbur Day, è un personaggio dei fumetti, creato da Stan Lee (testi) e Wally Wood (disegni), pubblicato dalla Marvel Comics. La sua prima apparizione è in Daredevil (vol. 1) n. 8 (giugno 1965).
Stilt-Man è un supercriminale nemico di Devil ma si è scontrato più volte anche con l'Uomo Ragno.

## Biografia del personaggio
Wilbur Day lavorava nelle industrie Kaxton come scienziato ed era insoddisfatto della sua vita. Decise di rubare un dispositivo idraulico dalla società per cui lavorava e si diede alla malavita.
La carriera di supercriminale inizia proprio ai danni della sua vecchia società, provando persino per vie legali assoldando Matt Murdock alias Devil. In seguito si allea col Predone Mascherato nel tentativo di scoprire la vera identità di Devil.
Dopo i primi attacchi con Devil, Thor e Capitan America, Stilt-Man è ormai diventato una barzelletta nel mondo del crimine, venendo spesso deriso tanto dai supercriminali quanto dai supereroi (su tutti l'Uomo Ragno). Questo soprattutto a causa del suo potere, considerato ridicolo, di estendere le gambe fino a ingigantirsi, non rappresentando una vera minaccia per nessuno.
Ha fatto parte degli Emissari del male assieme a Electro, Matador, Leap-Frog e il Gladiatore. Infine verrà ucciso dal Punitore.
Dopo la sua morte, molti super criminali tennero una veglia funebre per lui in un bar senza nome, dove si scoprì che aveva sposato la Principessa Python. 
La morte di Day divenne una causa célèbre per una cellula terroristica anarchica anti-tecnologia che si faceva chiamare Figli Bastardi di Wilbur Day, nonostante Spider-Man sottolineasse che le loro convinzioni e i loro obiettivi avevano ben poco a che fare con ciò in cui Day aveva creduto.  Un altro criminale, Lady Stilt-Man, gli rese omaggio postumo. 
Diversi anni dopo, il nuovo Sciacallo riportò in vita molti degli amici e nemici morti di Spider-Man, incluso Stilt-Man, come parte di un piano per portare il lanciatore di ragnatele dalla sua parte. Dopo essere stato presentato con questo mentre era sotto la custodia di Jackal, Spider-Man fuggì dalla sua base con l'aiuto della Spider-Woman di Terra-65.  Stilt-Man e gli altri criminali rianimati furono inviati a cercarli.  Quando l'alleato dello Sciacallo, il Dottor Octopus, si rivoltò contro di lui, innescò il decadimento di tutte le persone che aveva clonato e riportato in vita.  Spider-Man riuscì a fermare questo, ma non prima che molte persone fossero morte. Stilt-Man fu uno dei sopravvissuti. 
Come parte di un piano per seminare il caos per vendicare la perdita della loro fortuna, i fratelli criminali Stromwyn hanno assunto un gruppo di super criminali per seminare il caos a Hell's Kitchen. Stilt-Man era uno dei criminali insieme a Crossbones, Bullseye, Rhino e Bullet. [ Day terrorizzò il vicino usando degli esplosivi, e quando Daredevil affrontò i criminali, fermò Stilt-Man usando uno dei suoi esplosivi contro di lui, distruggendo le sue gambe robotiche. 
Stanco delle continue umiliazioni subite, Stilt-Man escogitò un piano per dimostrare di essere un leader. Trovando il pianeta in cui ha avuto origine la razza di giganti robotici noti come Ultimos, Wilbur imparò a riprogrammarli. Usando un "raggio di interferenza" sotto il suo comando, Wilbur rapì regolarmente persone a caso da tutto l'universo su questo pianeta. Fingendo che la stessa cosa fosse inspiegabilmente accaduta a lui, Wilbur usò il suo intelletto per fondare e gestire Megiddo, una piccola e pacifica colonia dove i suoi abitanti vivevano una vita tranquilla. Al fine di dare alla colonia qualcosa su cui legare per evitare dissensi, Day controllava regolarmente gli Ultimos a distanza per attaccare il villaggio e tenerli come una minaccia incombente.  A causa della sua reputazione di super criminale, Wilbur operò principalmente nell'ombra, utilizzando un soldato Kree di nome Yar come leader pubblico. 
Dopo aver sentito un segnale S.O.S. da un'astronave pilotata da Iron Man mentre l'eroe stava inseguendo l'androide assetato di potere Korvac, Stilt-Man decise di rapire Stark per mostrare il frutto del suo lavoro.  Iron Man fu inizialmente affascinato dallo stile di vita umile dei Megiddans e dall'apparente cambiamento di cuore di Stilt-Man, ma la costante minaccia degli Ultimos lo spinse a indagare su di loro, e alla fine scoprì che Day stava controllando a distanza i robot assassini. Insieme ad un altro Megiddan, Avro-X, Iron Man affrontò e sconfisse Stilt-Man. In seguito, i Meghiddan portarono via Wilbur per punirlo. All'indomani dello smascheramento dello stratagemma di Stilt-Man, il Tribunale Vivente cercò Iron Man per continuare la sua ricerca di Korvac, e l'eroe gli chiese in cambio di riportare a casa tutti gli abitanti di Megiddo.  Si può presumere che Stilt-Man sia stato quindi riportato sulla Terra.

## Poteri e abilità
Allunga le gambe fino a 250 piedi e può camminare a circa 30 miglia all'ora.
Indossa una tuta da battaglia con gambe estensibili, nonostante la sua intelligenza scientifica le sue abilità sono poco minacciose.
La sua armatura richiede una ricarica di 16 ore dopo 24 ore di utilizzo, contiene granate a Gas e ha un particolare rivestimento che non permette alla ragnatela di Spider-Man di aderire.

## Altri media

### Cinema

#### Progetti non realizzati
Dei concept art di Jeffrey Henderson pubblicati a giugno 2016 e le dichiarazioni dell'illustratore stesso confermano che nel mai realizzato Spider-Man 4 era previsto un montaggio che includeva numerosi villain: "villain di serie C o D che non avrebbero mai usato come antagonisti principali. Mysterio interpretato da Bruce Campbell, Shocker, Prowler, Rhino e, forse, persino Stilt-Man".

### Televisione
Stilt-Man compare in Iron Man.

### Videogiochi
Stilt-Man compare in un cameo in Marvel vs. Capcom 3: Fate of Two Worlds.